# Eubazus longicaudus
Eubazus longicaudus är en stekelart som först beskrevs av Léon Abel Provancher 1886.  Eubazus longicaudus ingår i släktet Eubazus, och familjen bracksteklar. Inga underarter finns listade.